# Харуцукі
«Харуцукі» (Harutsuki, яп. 春月) — ескадрений міноносець Імперського флоту Японії типу «Акідзукі» (підтип «Фуюцукі»), який брав участь у Другій світовій війні.

## Історія створення
Корабель був закладений 23 грудня 1943 року на верфі ВМФ у Сасебо. Спущений на воду 3 серпня 1944 року, став до ладу 28 грудня того ж року.

## Історія служби

### У складі ВМС Японії
З 20 січня 1945-го корабель включили до 103-ї ескортної ескадри. Втім, він так і не встиг взяти участь у далеких конвойних операціях (які припинились унаслідок наступу союзників та втрати більшої частини флоту), тому до завершення війни здійснював ескортування суден у водах Японського архіпелагу. 
У жовтня 1945-го «Харуцукі» виключили зі списків ВМФ та призначили для участі в репатріації японців (по завершенні війни з окупованих територій на Японські острови вивезли кілька мільйонів військовослужбовців та цивільних осіб японської національності).

### У складі ВМФ СРСР
7 липня 1947-го корабель передали СРСР, де «Харуцукі» спочатку назвали «Внимательний», а з 25 вересня того ж року перейменували у «Внезапний». 28 квітня 1949-го корабель перекласифікували в навчальний та перейменували на «Оскол». У 1955-му відбулись одразу дві перекласифікації колишнього «Харуцукі» – спершу 12 березня він став плавучою казармою «ПКЗ-65», а з 2 червня кораблем-ціллю «ЦЛ-64». 27 серпня 1965 він знову став плавучою казармою, цього разу під найменуванням «ПКЗ-37». Зрештою 4 червня 1969-го корабель виключили зі списків ВМФ СРСР та здали на злам.